# 清水雲窩
清水 雲窩（しみず うんか、寛政12年4月（1800年） - 明治2年12月（1870年））は、江戸時代後期の儒学者、教育者。名は勝従。字（あざな）は義卿。幼名は安太郎。通称は十三郎、致仕後に撫松。号は雲窩、酔石。

## 経歴
福岡藩士として筑前国に生まれる。
奥山遊春に学び、藩校修猷館の教職となる。
剣術にもすぐれた。